# Cyclocephala figurata
Cyclocephala figurata är en skalbaggsart som beskrevs av Hermann Burmeister 1847. Cyclocephala figurata ingår i släktet Cyclocephala och familjen Dynastidae. Inga underarter finns listade i Catalogue of Life.